# Fiera Nazionale dell'Ascensione
La Fiera Nazionale dell'Ascensione è un'esposizione campionaria che si svolge nella città di Francavilla Fontana, solitamente nel mese di maggio, in concomitanza con la festività religiosa dell'Ascensione di Gesù.
Terzo polo fieristico regionale, dopo Bari e Foggia, espone prodotti e offerte relative ai settori del commercio, dell'industria, dell'artigianato e dell'enogastronomia. 
L'origine della fiera è legata a Michele Imperiali, che volle tenere nella sua città un'esposizione di prodotti agricoli locali che attirò molta gente dai comuni vicini. Con il tempo, però, fu via via abbandonata fino a quando, nel 1929, non è stata riorganizzata su volere del podestà Pompeo Pisciotta.
Questa fiera è diventata molto importante a livello regionale, e attira aziende provenienti prevalentemente dal Mezzogiorno d'Italia, anche se si registrano alcune presenze di aziende del centro e del nord Italia.
Durante il periodo fieristico nei vari padiglioni vengono organizzate manifestazioni e convegni su politica, industria, agricoltura e commercio.

## Storia
Tra i personaggi che hanno promosso e vitalizzato la Fiera i più importanti sono: Michele III Imperiali, il Podestà Pompeo Pisciotta e Padre Adiuto Putignani. Tutti e tre francavillesi di elezione: al primo si deve l'istituzione della Fiera, agli altri due la rinascita, dopo la parentesi delle due guerre mondiali. 
Michele III, della famiglia degli Imperiali, proveniente da Genova, si distinse per una politica, oltre che di ristrutturazione urbanistica della città, anche di promozione economica. "Commercianti, artigiani e contadini", dice Palumbo, provenienti anche dai paesi vicini, improvvisando banchi di vendita presso le strade d'accesso alla Chiesa richiamando così una grande folla di visitatori che vi partecipava come ad una festa, a questo appuntamento spontaneo Michele Senior volle dare un riconoscimento ufficiale, istituendo appunto la Fiera dell'Ascensione.
Era l'anno 1715.
La Fiera, che si volle protrarre per una settimana, acquisì una forma sempre più vasta e finì per diventare la manifestazione economica più importante non solo della zona, ma di tutto il Salento, grazie anche alla felice posizione geografica della città.
Con l'Unità d'Italia le differenze economiche e sociali tra le varia aree geografiche divennero ancora più marcate; nell'Italia meridionale le condizioni di vita erano ancora più difficili che nel resto della penisola.
Si sentiva l'esigenza di nuove iniziative e di maggiori investimenti e la Fiera rimaneva ancora l'occasione migliore d'incontro con operatori commerciali e produttori.
La Prima Guerra Mondiale bloccò anche nel Mezzogiorno questo processo di crescita, che subito dopo riprese, con rinnovato vigore, dando luogo alla nascita della Fiera del Levante a Bari e alla ripresa della Fiera dell'Ascensione a Francavilla Fontana.
Artefice di tale rinascita fu l'altro francavillese d'elezione, l'allora Podestà Pompeo Pisciotta, coadiuvato naturalmente da benemeriti cittadini francavillesi; tra questi vanno ricordati il N.H. Palmo Forleo, il comm. Giuseppe Maggi, il sig. Amerigo Salerno, il cav. Giuseppe Costantino, il sig. Gasparre Fumagalli ed altri.
Con delibera n.210 del 1929 Pompeo Pisciotta stanziò la somma di 500 lire, quale contributo del comune per il rilancio della manifestazione che ebbe un notevole successo: gòi stand sorsero a "Borgo Croce" ed ospitarono egregiamente tutta la produzione artigianale ed agricola della provincia.
Conservando tale aspetto e limitandosi alla stretta cerchia locale, la Fiera continuò a vivere fino al 1936 quando, in seguite alle varie campagne di guerra (Spagna e Africa) e al secondo conflitto mondiale, si interruppe nuovamente. Il secondo dopoguerra vide una città impoverita ma nello stesso tempo ricca di entusiasmo e di voglia di ricominciare.
Le grandi fiere internazionali erano abbastanza lontane, accessibli solo alle grandi aziende; rimaneva esclusa tutta quella schiera di piccoli operatori e produttori che saranno poi gli artefici della ripresa economica del paese.
Ancora una volta fu un francavillese d'elezione, il francescano Padre Adiuto Putignani, su incarico del padre guardiano del Santuario di S.Maria della Croce, a vincere le depressioni in cui erano cadute tante medie e piccole imprese, ridando vita alla fiera che in seguito ebbe carattere permanente. Anche questa volta, comunque, Padre Putignani, come prima Pisciotta, poté contare sulla collaborazione e sul sostegno di uno stuolo di cittadini francavillesi che ancora una volta offrivano il loro generoso contributo alla causa della Fiera. Tra questi vanno ricordati: Giuseppe Maggi, Amerigo Salerno, ma soprattutto Palmo Forleo che di tutte le tappe faticosamente raggiunte dalla riapertura del '29 al '62 (anno in cui fu costretto a ritirarsi per motivi di salute).